# Cisternes de Dougga
Les cisternes de Dougga són dos grups de cisternes que es conserven al jaciment arqueològic de Dougga a Tunísia. Cadascuna rebia l'aigua d'un aqüeducte. Les cisternes no tenien nom (o si el tenien no es coneix) i són anomenades pel nom modern de les fonts que les abastien: Aïn El Hammam i Aïn Mizeb.
Les cisternes es troben al nord del temple de Celestis de Dougga i a l'oest del Capitoli de Dougga.
L'aqüeducte de la cisterna d'Aïn Hammam fou construït en el regnat de Còmmode i tenia 12 km de llarg entre la font, a l'oest, i la cisterna; la cisterna tenia una capacitat de 6.000 m³ i estava formada per cinc dipòsits d'una mesura de 34 x 5 metres cadascun (més una cisterna perpendicular de decantació). En aquest lloc celebren els habitants la festa de la seva patrona la Mokhôla. L'aqüeducte està ben conservat (el millor conservat de Tunísia) i fou dedicat a l'emperador pel notable de la Civitas Aurelia Thugga que el va pagar, essent procònsol Marcus Antonius Zeno (184-187) i fou restaurat el 376 segons una inscripció; neix entre el Djebel Fej El Hdoum i el Djebel Bou Khoubaza, al sud-oest de Dougga, a uns 8.500 metres en línia recta, i té un quadre de captació de 10 x 10 metres a la vora de la font d'Aïn El Hammam; la major part del seu recorregut és subterrani fins a arribar a la cisterna.
La cisterna d'Aïn Mizeb té capacitat per 9.000 m³, amb set dipòsits; es va construir en dues fases; estan formades per dipòsits de 35 x 5 mteres cadascun més un vuitè dipòsit perpendicular de decantació. La font d'Aïn Mizeb era a només 200 metres al nord-oest, i l'aqüeducte era subterrani amb una altura d'1,60 i ample 0,50 metres. La font encara està en servei.

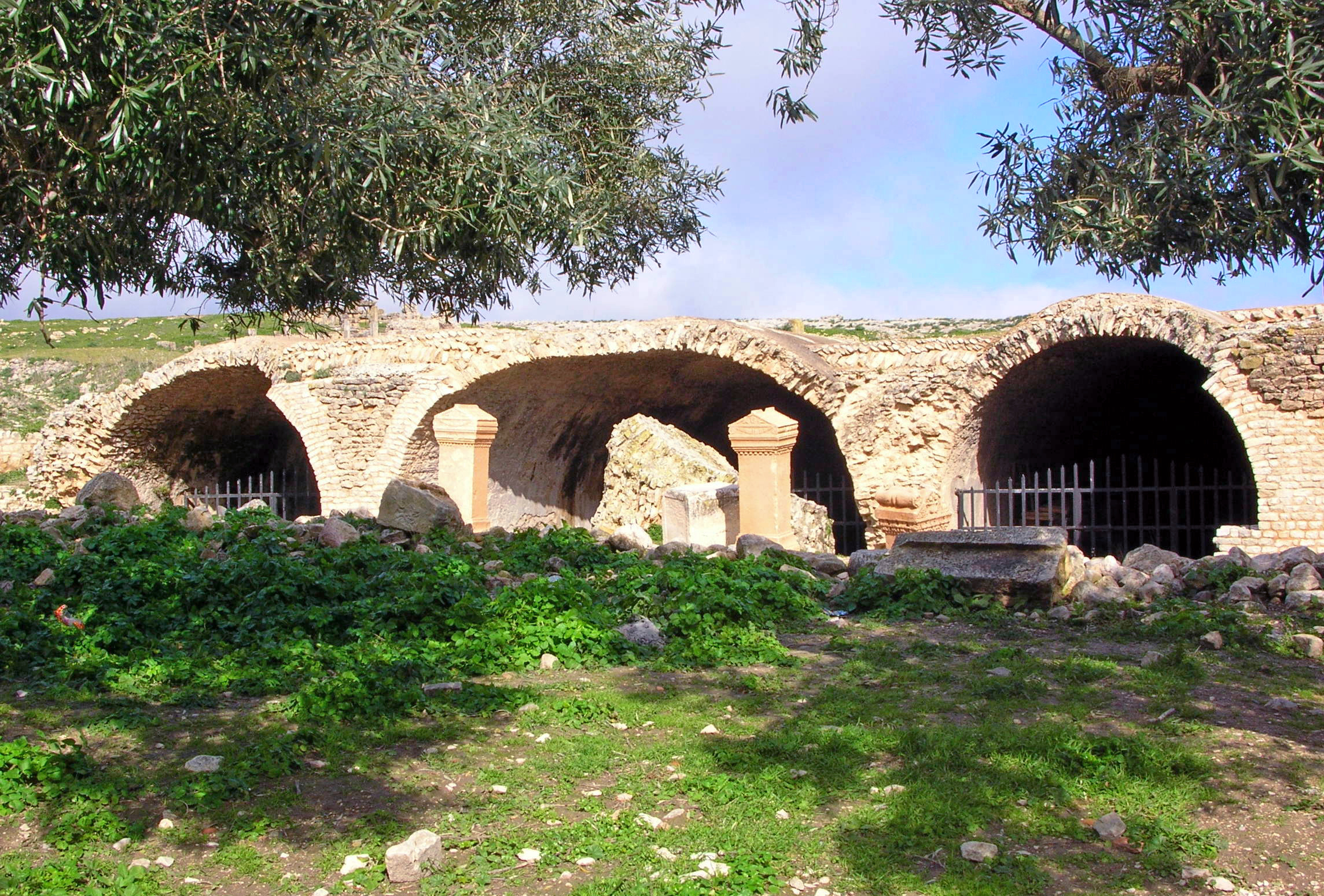
Cisternes d'Aïn Mizeb